# 28220 York
28220 York (1998 YN12) là một tiểu hành tinh vành đai chính được phát hiện ngày 28 tháng 12 năm 1998 bởi J. Ticha và M. Tichy ở đài thiên văn Klet.